# Hinata Kida
Hinata Kida (jap. 喜田 陽, Kida Hinata; * 4. Juli 2000 in Osaka) ist ein japanischer Fußballspieler.

## Karriere

### Verein
Hinata Kida erlernte das Fußballspielen in der Jugendmannschaft von Cerezo Osaka. Als Jugendspieler kam er 2017 im J. League Cup zum Einsatz. Bei Cerezo unterschrieb er 2018 auch seinen ersten Profivertrag. Der Verein aus Osaka, einer Stadt in der Präfektur Osaka, spielte in der höchsten japanischen Liga, der J1 League. Die U23-Mannschaft des Vereins spielte in der dritten Liga, der J3 League. In der U23 spielte er bisher 26-mal. Die Saison 2019 wurde er an den Zweitligisten Avispa Fukuoka nach Fukuoka ausgeliehen. Für den Klub stand er in der J2 League 10-mal auf dem Spielfeld. Anfang 2020 kehrte er nach der Ausleihe wieder nach Osaka zurück.

### Nationalmannschaft
Hinata Kida spielte 2017 elfmal in der japanischen U17-Nationalmannschaft. Mit dem Team nahm er an der U-17-Fußball-Weltmeisterschaft 2017 in Indien teil. Das Trikot der U20 trug er 2019 zweimal.

## Erfolge
Cerezo Osaka
- J. League Cup: 2017